# Трутовик серно-жёлтый
Трутовик серно-жёлтый (лат. Laetíporus sulphúreus) — гриб-трутовик из рода Летипорус (Laetiporus) семейства Летипорусовые (Laetiporaceae). 

## Описание

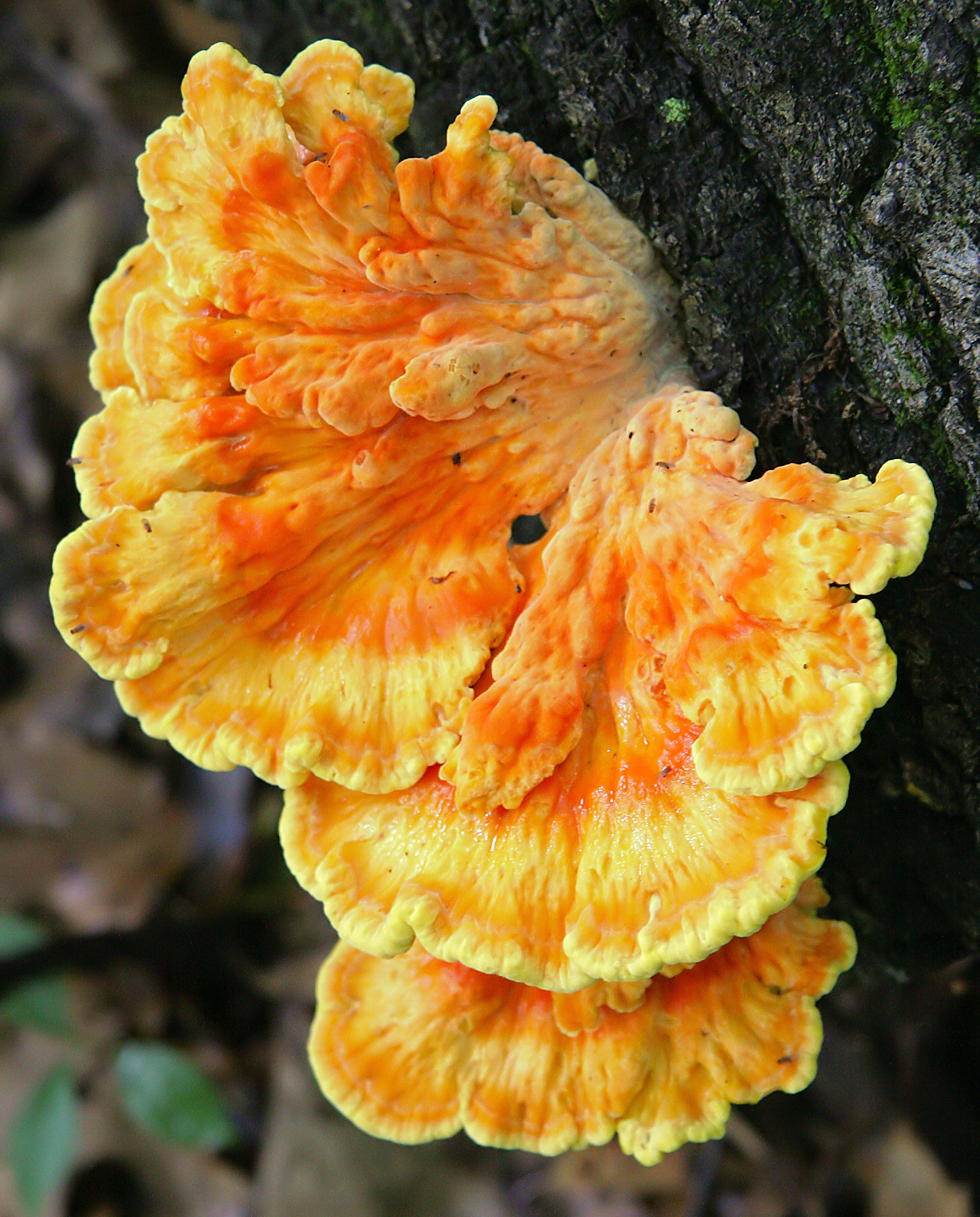
Плодовое тело в виде псевдошляпки, вид сверху

Плодовые тела однолетние, расположены обычно невысоко над землёй на стволах деревьев или пнях. На первой стадии развития трутовик серно-жёлтый выглядит как каплевидная желтоватая мясистая масса от интенсивно-жёлтого до оранжевого цвета («наплывная форма»). Постепенно плодовое тело твердеет, приобретая характерную для трутовиков форму «уха», состоящего из нескольких сросшихся веерообразных псевдошляпок, часто сидящих на одном общем основании, изредка одиночных. Размер шляпок от 10 до 40 см. Максимальная толщина у ствола дерева — около 7 см. Масса гриба может достигать 10 кг и более. Края плодовых тел волнистые и разделены на лопасти глубокими трещинами. Гриб всегда покрыт лёгким пушком кремово-жёлтого цвета.
Мякоть мягкая и сочная, довольно ломкая, белого цвета, кисловатая на вкус. Запах слабый, сначала лимонный, а позже становится неприятным, похожим на мышиный. При высушивании мякоть становится ломкой, волокнистой и очень лёгкой.
Гименофор трубчатый с мелкими округлыми или зубчатыми порами (3—5 на мм). Молодые грибы обильно выделяют водянистые капельки жёлтого цвета. Трубочки жёлтые, короткие, длиной 2—4 мм.
Споровый порошок бледно-кремовый. Генеративные гифы в ткани тонкостенные, с простыми перегородками, относительно редко ветвящиеся, диаметром 4—12 мкм. С возрастом появляются связывающие гифы с утолщёнными или толстыми стенками, сильно ветвящиеся, с ветвями, отходящими от главного ствола, диаметром 4—20 мкм, полностью замещающие генеративные. Базидии булавовидные, с 2—4 стеригмами.

### Изменчивость
Старый гриб бледнеет, приобретая серо-жёлтую неяркую окраску. Чем гриб старше, тем более обособлены его плодовые тела.

### Разновидности
Гриб, растущий на хвойных деревьях, иногда рассматривают как самостоятельный вид (Laetiporus conifericola Burds. & Banik, 2001). Эту разновидность не следует употреблять в пищу, так как она может вызывать лёгкие отравления, особенно у детей.

## Синонимы
Народное название: ведьмина сера.
Научные синонимы:
- Boletus sulphureus Bull., 1789 basionym
- Cladomeris sulphurea (Bull.) Bigeard & H. Guill., 1909
- Polyporus sulphureus (Bull.) Fr., 1821
- Sporotrichum versisporum (Lloyd) Stalpers, 1984 (базионим — Calvatia versispora Lloyd, 1915)
- и др.

## Экология и распространение
По данным Любови Васильевой и Леонида Любарского встречается во всех краях и областях Дальнего Востока. Поражает живые деревья хвойных и лиственных пород: ели аянской (Picea jezoensis), различных видов лиственниц, кедра корейского (Pinus koraiensis), пихты белокорой (Abies nephrolepis), пихты сахалинской (Abies sachalinensis), пихты грациозной (Abies gracilis), тиса остроконечного (Taxus cuspidata), ивы удской (Salix udensis), ореха маньчжурского (Juglans mandshurica) и ореха айлантолистного (Juglans ailanthifolia), берёзы Шмидта (Betula schmidtii), берёзы ребристой (Betula costata), дуба монгольского (Quercus mongolica), груши уссурийской (Pyrus ussuriensis), липы амурской (Tilia amurensis), бархата амурского (Phellodendron amurense).
Древоразрушающий гриб-паразит, поражающий тополь, дуб, иву, липу, берёзу, кедр, сосну, клён, орех, каштан, фруктовые деревья, лиственницу, реже ель и другие виды деревьев.
Вызывает красно-бурую деструктивную стволовую гниль, красно-бурую призматическую ядровую гниль. Поражает преимущественно ядровую часть ствола дерева, реже заболонь.
Стволовая гниль развивается обычно у старых деревьев. Её протяжённость составляет в среднем 3 м, но может достигать и 20 м. При сильном развитии гнили у поражённых деревьев начинают усыхать ветви, затем усыхает всё дерево. Заражение гнилью происходит через обломанные сучья, ожоги и раны на поверхности стволов. Laetiporus sulphureus способен продолжать своё развитие на мёртвой древесине несколько лет после гибели дерева. В Западной Сибири лиственницы, усохшие в связи с поражением ствола серно-жёлтым трутовиком в лиственничниках Приобья составляют ~ 3—5 % от общего числа деревьев в лесу. Заражённость грибом, особенно в лиственничниках старше 200 лет, достигает 25 %. В высокогорных лиственничниках заражённость серно-жёлтым трутовиком незначительна.
Сезон: В России, на Украине встречается с последней декады мая до сентября. Наиболее интенсивно развивается с конца мая до конца июня.

## Сходные виды
Съедобные:
- Мерипилус гигантский (Meripilus giganteus), отличается не ярко-жёлтой, а коричневатой окраской и белой мякотью.

Слабо ядовитые разновидности или другие виды Laetiporus можно отличить по породе дерева-хозяина:
- Laetiporus conifericola растёт на хвойных.
- Laetiporus gilbertsonii — на эвкалиптах[3].

## Применение

### Пищевые качества

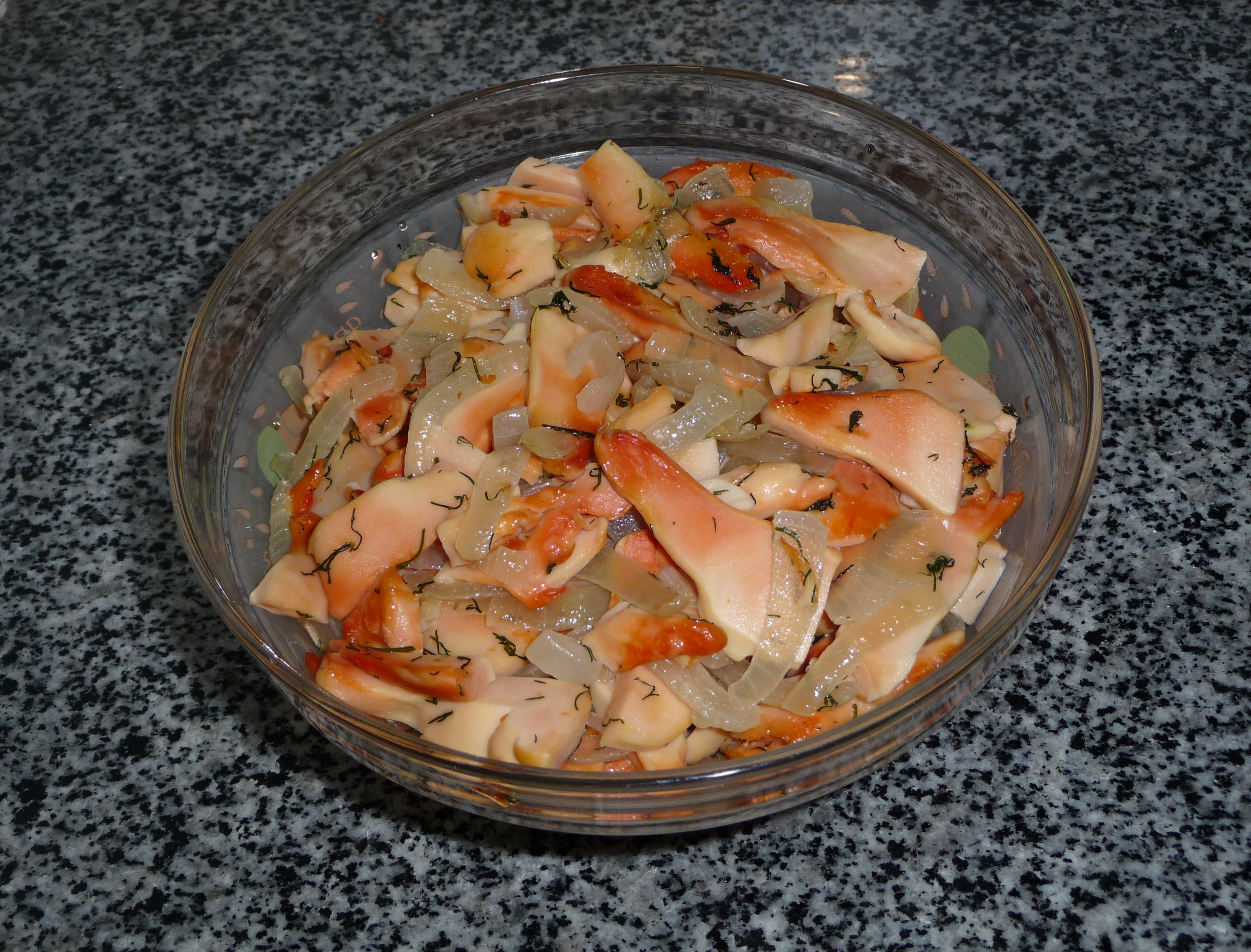
Трутовик серно-жёлтый, готовое блюдо из обжаренных грибов

В молодом виде гриб съедобен после термообработки. Имеет приятный грибной запах, кисловатый вкус. Молодой, нежный и упругий используется в салатах, супах, жареным, солёным и маринованным. Многие микологи, например российский миколог Михаил Вишневский и немецкие микологи Рита Людер и Андреас Гминдер, считают молодые экземпляры трутовика серно-жёлтого съедобными и вкусными. Вишневский отдельно подчёркивает пригодность этого гриба для маринования. Иногда его предварительно отваривают до 30—45 минут перед дальнейшим приготовлением. Грибной фарш является вкусной начинкой для пирожков. Фарш из суховатой мякоти годится для яичной запеканки.
В некоторых регионах Северной Америки гриб называют «древесным цыплёнком», «грибной курятиной» или «лесным крабом» (англ. chicken of the woods, chicken mushroom, crab-of-the-woods). В качестве заменителя мяса может использоваться в вегетарианской кухне. Трутовик серно-жёлтый можно длительное время хранить в замороженном виде.

### Возможные побочные эффекты
Трутовик серно-жёлтый — съедобный гриб после минимальной термообработки, не содержащий ядов или токсинов. Тем не менее при употреблении в пищу иногда (не часто) наблюдаются нарушения пищеварения, сопровождаемые тошнотой, диареей и недомоганием. Эти недомогания не влекут никаких последствий. Причиной тому могут быть экземпляры гриба, выросшие на ядовитых или хвойных деревьях, или же старые экземпляры, в которых уже началось разложение, или маленький риск перепутать трутовик серно-жёлтый с другими видами. На данный момент существуют только предположения, почему у немногих людей наблюдается такая реакция на трутовик серно-жёлтый, доказательств пока нет, даже при употреблении в пищу грибов, выросших на ядовитом тисе.
Для употребления в пищу следует собирать только молодые грибы, которые ещё мягкие и не приобрели неприятного запаха. Также не следует собирать грибы, растущие на хвойных или, тем более, на ядовитых деревьях, таких как тис. Однако, это правило применимо ко всем растущим на деревьях грибам, собираемым для употребления в пищу. Немецкое общество микологии включило трутовик серно-жёлтый в список видов грибов с неоднозначной оценкой пищевой ценности, в который также входят опята и маслята, по причине нечастых случаев недомогания. Зарегистрирован один случай атаксии и зрительных галлюцинаций у ребёнка, однако речь идёт о поедании сырого гриба.

### Медицинское применение
Гриб известен как источник нескольких антибиотиков, активных в отношении устойчивых форм стафилококков.